# Un gentleman în Vestul Sălbatic
Un gentleman în Vestul Sălbatic (în italiană ...e poi lo chiamarono il Magnifico, în engleză Man of the East) este un film western spaghetti italo-francez din 1972, regizat de Enzo Barboni (sub pseudonimul E.B. Clucher) și cu Terence Hill (Mario Girotti) în rolul principal. Premiera acestei coproducții a avut loc în februarie 1972.
Acțiunea filmului are loc în Vestul Sălbatic în timpul construcției căii ferate către Oceanul Pacific. Personajul principal, Sir Thomas More, un nobil englez, călătorește în America la dorința defunctului său tată și este luat în grijă de cei trei foști tovarăși ai tatălui său, tâlhari la drumul mare, care au sarcina să-l transforme într-un „bărbat adevărat”. Tânărul detestă violența și preferă să meargă cu bicicleta în loc să călărească, dar, după ce se îndrăgostește de fiica unui latifundiar local și este bătut de mai multe ori de rivalul său în dragoste, decide să învețe să se bată, să tragă cu pistolul și să scuipe pentru a-i dovedi latifundiarului că poate avea grijă de fiica lui.
Umorul filmului provine în mare parte din confruntarea a două lumi opuse: lumea elegantă și cultă a Europei Occidentale, reprezentată de tânărul nobil englez, și lumea vulgară și agresivă a Vestului Sălbatic, reprezentată de cei trei bandiți brutali, rufoși și analfabeți. O temă recurentă este modernizarea continuă a țării, pe care unii dintre protagoniști încearcă în zadar să o evite. Pătrunderea progresului în zonele cele mai sălbatice ale Americii este prezentată în film cu o oarecare lejeritate și chiar cu umor.

## Rezumat
Sir Thomas Fitzpatrick Phillip More, viconte de Essex și pair al Angliei, un tânăr educat în cultura înaltei societăți anglo-saxone, ajunge în Vestul Sălbatic în 1880 pentru a intra în posesia moștenirii lăsate de tatăl său, James More, un nobil englez, care fusese nevoit să părăsească Anglia cu mai mulți ani înainte din cauza unei relații sentimentale cu una dintre domnișoarele de onoare ale reginei Victoria. Tatăl său emigrase în America, unde desfășurase o vastă activitate infracțională și condusese, sub porecla „Englezul”, o bandă de jefuitorii de diligențe, murind într-un bordel din Tucson (Arizona) în brațele unei prostituate irlandeze.
În timpul călătoriei lui Tom are loc reunirea celor trei foști tovarăși ai tatălui său: Bull, Holy Joe și Monkey. Bull, care lucrează la o stație de diligențe deghizat într-un om mut, ascultă conversația a doi vânători de recompense și, după ce află despre moartea „Englezului” (tatăl lui Tom), pornește în căutarea vechilor săi parteneri cu scopul de a reface banda și a pune la cale noi jafuri. Într-un orășel îl găsește pe Holy Joe, care devenise predicator și ținea o predică de foc unui public dubios format din bețivi, cartofori și femei ușoare pe care este nevoit să-i aducă forțat din saloon în biserică. Cei doi ajung apoi în orașul Yuma, unde al treilea bandit, Monkey, se află ca de obicei în închisoare. Prin înșelăciune ei reușesc să-l elibereze pe Monkey și îl împiedică să se răzbune pe un gardian sadic, pentru că, potrivit lui Holy Joe, nu trebuie împușcați oameni în Ziua Domnului. Cei trei călătoresc apoi în munți, la vechea ascunzătoare a bandei „Englezului”, și, cu fețele ascunse sub măști, jefuiesc chiar diligența în care se afla Tom.
Thomas ajunge la cabana din pădure, în care locuise tatăl său, și se întâlnește acolo cu cei trei bandiți, pe care nu-i recunoaște. Bandiții bănuiesc inițial că el se întorsese pentru a-și recupera banii furați, dar Tom le arată o fotografie a tatălui său și o scrisoare a tatălui său către ei. În acea scrisoare „Englezul” îi ruga să facă un „bărbat adevărat” din fiul său iubitor de progres. Încercarea celor trei eșuează lamentabil la început, deoarece Tom, care este pasionat de entomologie, refuză să pună mâna pe armă și preferă să cerceteze insectele locale la microscop și să meargă în oraș cu bicicleta și nu cu calul. Tânărul nobil o întâlnește în magazinul orășenesc pe Candida Austin, fiica unui mare latifundiar local, care este pasionată de versurile lordului Byron. Cei doi tineri se îndrăgostesc.
Flirtul celor doi tineri provoacă gelozia lui Morton Clayton, vătaful dur al fermei familiei Austin, care îl găsește pe Tom în saloon, alături de tovarășii săi. Izbucnește o bătaie între cei patru și oamenii lui Clayton, dar bandiții ies învingători. Frank Austin, un localnic bogat, sosește a doua zi la cabana Englezului și se oferă să cumpere terenul, dar este refuzat. Cei trei încearcă să-l distragă pe Tom de la cercetările sale entomologice: îi oferă un cal furat, descoperindu-i astfel calitățile de călăreț, dar nu reușesc totuși să-l convingă să folosească o armă de foc. În aceeași săptămână, Tom se întâlnește în pădure cu Candida, iar cei doi tineri își declară dragostea. Morton Clayton devine de-a dreptul furios pe îndrăzneala tânărului și-l bate cu bestialitate. Tânărul nu se lasă și merge în oraș să-și cumpere un cal alb. Acolo este provocat din nou de Morton, dar refuză, pierzând astfel stima tatălui Candidei. Fata îi spune că tatăl ei vrea un bărbat energic pentru ea, iar Tom decide să se antreneze cu cei trei bandiți pentru a-l învinge pe Morton: se îmbracă în cowboy, învață să se bată, să tragă cu pistolul și să scuipe.
După o lună Monkey îi spune lui Morton că băiatul se va îmbarca în diligență pentru a părăsi orașul și toată lumea se strânge ca să asiste la acest eveniment. Tom refuză să plece și îl provoacă pe Morton, arătându-și abilitățile dobândite în mânuirea armei, și apoi îl bate în lupta corp la corp, convingându-l pe tatăl Candidei că este un bărbat adevărat. Cei trei bandiți îl cară pe Morton în diligență, dezvăluindu-i tânărului că vătaful fermei Austin era în realitate un om căutat de poliție și că au ținut secretă această informație pentru a-l determina pe Tom să se descurce prin propriile sale puteri. Ei părăsesc orașul și se îndreaptă spre vest pentru a evita apropierea progresului, dar ajung pe țărmul Oceanului Pacific și, auzind acolo sunetul scos de o locomotivă cu aburi, decid să se întoarcă.

## Distribuție
- Terence Hill — Sir Thomas Fitzpatrick Philip More, viconte de Essex și pair al Angliei[6][8][12][17][19]
- Gregory Walcott⁠(d) — Bull Schmidt, tâlhar din banda „Englezului”[6][8][12][20]
- Harry Carey Jr. — Holy Joe, tâlhar din banda „Englezului” (menționat Harry Carey)[6][12][20]
- Dominic Barto — Monkey Smith, tâlhar din banda „Englezului”[6][12][20][21]
- Yanti Somer⁠(d) — Candida Austin, fiica lui Frank Austin, iubita lui Tom[6][8][12][20]
- Riccardo Pizzuti — Morton Clayton, vătaful lui Frank Austin[6][12][20]
- Enzo Fiermonte⁠(d) — Frank Austin, mare latifundiar[6][20][22]
- Danika La Loggia — Iris, matroana bordelului ambulant[20][23]
- Jean Louis⁠(d) — sergentul Liget (Liggett), gardianul închisorii[6][20][23][24]
- Alessandro Sperli — Tim, tâmplarul orașului[20][23]
- Antonio Monselesan — vânător de recompense (menționat Tony Norton)[6][20][23]
- Salvatore Borghese⁠(d) — vânător de recompense (menționat Salvatore Borgese)[6][20][23][25]
- Steffen Zacharias⁠(d) — căruțașul[6][20][23]
- Luigi Casellato — hangiul de la stația de diligențe[20][23]
- Pupo De Luca⁠(d) — directorul închisorii[20][23][26]
- Rigal Suzanne Leone[20][23]
- François René Gerber (menționat Gerber François René)[23]
- Furio Meniconi⁠(d) — călătorul cu diligența care-și ascunde banii în pălărie[20][23]
- Fortunato Arena⁠(d) — Ben Dilligan, călător cu trenul și apoi cu diligența[20][24]
- Dalusa Harris[20][23]
- Farber Bernard — jucător de cărți în timpul slujbei bisericești[23][24]
- Luigi Antonio Guerra[20][23]
- Janos Bartha — Jeremiah, proprietarul magazinului[20][23]
- Mario Dionisi — cowboy al lui Austin[23]
- Spartaco Conversi — bătăuș în slujba lui Austin[23]
- Giancarlo Nacinelli[23]
- Claudio Ruffini — proprietarul saloon-ului[20][23]
- Muriel Bauducco[23]
- Margherita Horowitz — doamna cu cățelul din diligență (nemenționată)[20][23]

## Producție

### Asemănări cu seria Trinity

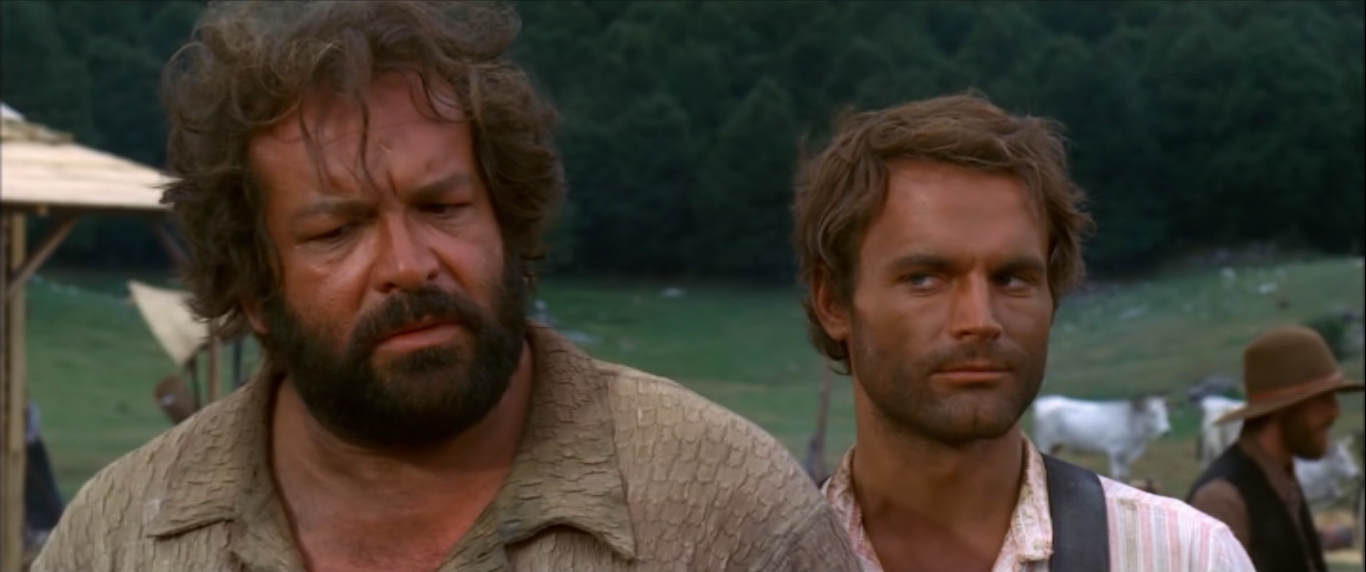
Bud Spencer și Terence Hill în filmul Mi se spune Trinity (1970)

Succesul westernurilor americane a atras interesul unor producători vest-europeni care au început să copieze această formulă și să-i concureze pe colegii lor de peste Ocean. Au apărut astfel pe piață un număr mare de filme, dintre care multe s-au situat, în opinia unor critici, „între cuprinzătoarele acolade ale mediocrității”. O astfel de imitație a peliculelor western este Un gentleman în Vestul Sălbatic, care a fost produs de companiile Produzioni Europee Associate (PEA) din Roma și Les Productions Artistes Associés din Paris și coordonat de producătorul Alberto Grimaldi.
Scenaristul și regizorul filmului a fost Enzo Barboni (1922–2002), care realizase anterior două westernuri spaghetti foarte populare cu Bud Spencer și Terence Hill: Mi se spune Trinity (1970) și Tot Trinity mi se spune (1971). Barboni a folosit aici pseudonimul E.B. Clucher, pentru a crea în străinătate impresia că este american și a face astfel ca filmul să fie mai comercializabil pe piața internațională. Mai mulți cineaști italieni au adoptat pseudonime americane în anii 1970 ca o strategie de marketing; printre ei se numără Luigi Cozzi, care a devenit Lewis Coates, Aristide Massaccesi, care a devenit cunoscut ca Joe D'Amato, sau Umberto Lenzi, care a fost trecut pe generic cu numele Harry Kirkpatrick.
Titlul original al filmului, ...e poi lo chiamarono il Magnifico (în traducere „...și-apoi i-au spus Magnificul”), a urmărit să exploateze succesul seriei Trinity, fiind asemănător cu cel al filmelor acelei serii: Lo chiamavano Trinità... (Mi se spune Trinity, 1970) și ...continuavano a chiamarlo Trinità (Tot Trinity mi se spune, 1971), deși acțiunea și personajele sunt complet diferite. Cele două filme avuseseră un mare succes comercial în Italia: primul film, Mi se spune Trinity, obținuse încasări de 3,104 miliarde de lire, în timp ce al doilea film, Tot Trinity mi se spune, câștigase 6,087 miliarde de lire, doborând astfel toate recordurile de vânzări de bilete în Italia, inclusiv pe cele ale filmelor lui Sergio Leone, rămânând până la începutul anilor 1990 filmul italian cu cele mai mari încasări și mai aflându-se încă la începutul anilor 2000 în topul celor mai urmărite cinci filme italiene (lansate începând din 1955). Alegerea în acest context a unui titlu asemănător a fost o acțiune publicitară menită să contribuie la creșterea interesului publicului, cu toate că un al treilea film al seriei ce urma a fi intitulat ...E insistevano a chiamarlo Trinità (...Și au insistat să-i spună Trinity) fusese respins deja din cauza temerii că publicul s-ar fi plictisit de continuarea repetitivă a acțiunii. Cele trei filme realizate au, totuși, în comun amestecul de western și comedie, deosebindu-se de westernurile spaghetti tipice acelor ani, care erau întunecate și violente, ceea ce-l determină pe Bert Fridlund să susțină că Un gentleman în Vestul Sălbatic este „un film Trinity fără Bambino”. Titlul internațional al filmului Man of the East se aseamănă cu titlul unui western american celebru, Man of the West (1958) al lui Anthony Mann.

### Scenariu

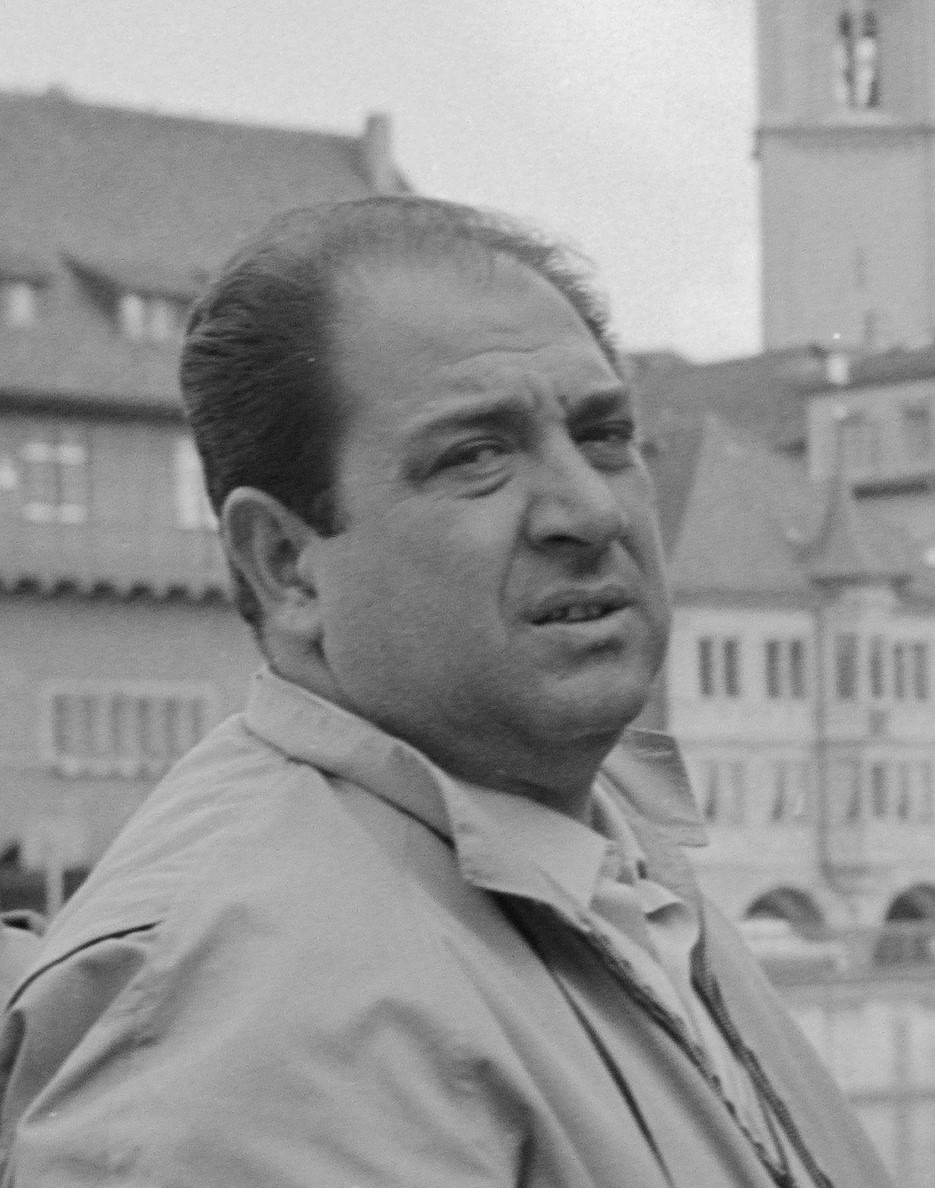
Scenaristul și regizorul filmului Enzo Barboni (1922–2002). Imagine din 1966

Ideea de bază a acestui film a fost inspirată, potrivit lui Christian Heger, din comedia western Destry Rides Again (1939) a lui George Marshall, în care un tânăr de viitor interpretat de James Stewart sosește în orașul fictiv Bottleneck pentru a prelua postul de ajutor de șerif și a-l transforma într-o așezare aflată sub domnia legii. Personajul interpretat de Stewart seamănă într-o măsură destul de mare cu eroul filmului lui Barboni: ambii au nume nepotrivite pentru Vestul Sălbatic (primul se numește Thomas Jefferson Destry, Jr., în timp ce al doilea poartă numele Thomas Fitzpatrick Philip More), au tați celebri, se stabilesc într-o regiune izolată și puțin primitoare și dezamăgesc inițial așteptările apropiaților lor. Cei doi nu folosesc revolverul și se luptă prin metode diferite de cele ale localnicilor, dar reușesc să elibereze orașul de răufăcători.
Scenariul filmului Un gentleman în Vestul Sălbatic pune accentul pe contrastul dintre vechi și nou în Vestul Sălbatic, care fusese reprezentat deja în Dodge City (1939) al lui Michael Curtiz printr-o cursă între o diligență și o locomotivă cu aburi și apoi în Butch Cassidy și Sundance Kid (1969) al lui George Roy Hill prin apariția bicicletei pe post de cal al viitorului, spre nemulțumirea celor două personaje principale. Sosirea în Vest a vicontelui Tom More, personajul interpretat de Terence Hill, prilejuiește o confruntare între două lumi antitetice: Lumea Veche elegantă și plină de poezie și Lumea Nouă agresivă și vulgară. Schimbarea imaginii clasice a Vestului Sălbatic este realizată, de asemenea, prin introducerea unui mic Yorkshire Terrier, capturat accidental în urma unui jaf și pe care Monkey nu îl consideră un câine, pe post de animal de companie al lui Bull, ceea ce a fost interpretată de Christian Heger ca o paralelă la cămila ce apăruse cu un deceniu mai devreme în Ride the High Country (1962) al lui Sam Peckinpah. Personajul Tom More, mai educat și mai serios decât cowboyul Trinity, combină trăsături europene și americane și se deosebește în mod esențial de „eroii murdari, taciturni și grosolani” din westernurile spaghetti, permițând astfel cineastului să realizeze prin intermediul lui „un comentariu atemporal asupra condiției umane”. Concluzia lui Christian Heger este că „provocarea temporalității în filmele sale [ale lui Barboni – n.n.] nu constă, așadar, într-o ruptură radicală, ci într-o simbioză armonioasă”.
La fel ca în filmele sale anterioare, Barboni introduce mai multe gaguri recurente, cum ar fi urmărirea permanentă a celor trei bandiți de către doi vânători de recompense îmbrăcați aproape identic. În timpul fiecărei întâlniri, unul dintre cei trei bandiți apare în spatele lor, iar Bull Schmidt îi izbește de fiecare dată cu capetele de o masă pe care o sparg, făcându-i să apară tot mai bandajați de fiecare dată. Cei doi vânători seamănă destul de mult cu frații Dalton din seria de benzi desenate Lucky Luke (pe care Terrence Hill a adaptat-o ulterior într-un film de televiziune în 1991).

### Atribuirea rolurilor
Rolul principal i-a fost atribuit lui Terence Hill, care era cunoscut publicului cinefil prin filme ca Pescarii din arhipelag (1957), Cerasella (1959), Cartagina în flăcări (1960), Ghepardul (1963) sau Winnetou 2 (1964) și a jucat de această dată fără partenerul său obișnuit, Bud Spencer. Terence Hill (pe numele real Mario Girotti) avea o pregătire sportivă susținută: fusese campion la canotaj și practicase gimnastica. Alături de el au mai jucat actori ce apăruseră în seria Trinity precum americanul Harry Carey Jr. (care-l interpretase pe tatăl lui Trinity și Bambino în Tot Trinity mi se spune) și finlandeza Yanti Somer⁠(d) (Kirsti Elina Somersalo) (care o interpretase anterior pe iubita lui Trinity), dar și alți actori americani ca Gregory Walcott⁠(d) și Dominic Barto.
Bogatul proprietar rural Frank Austin este interpretat de actorul italian Enzo Fiermonte, cunoscut spectatorilor din westernul spaghetti Un minuto per pregare, un istante per morire (1968). În rolul omului său de încredere, vătaful Morton Clayton, apare cascadorul italian Riccardo Pizzuti, care a jucat aproape întotdeauna numai roluri de bătăuși în westernurile spaghetti și a fost interpretul favorit al omului de încredere al răufăcătorului în numeroase filme cu Bud Spencer și Terence Hill. Actorul italian Salvatore Borghese⁠(d), o altă cunoștință a duo-ului Bud Spencer – Terence Hill, fusese distribuit anterior în Corsarul negru (1971) și a devenit ulterior un colaborator obișnuit al celor doi actori, jucând ulterior alături de unul din ei sau chiar de amândoi în filmele Par și impar (1978), Superpolițistul (1980) și Prietenul la nevoie se cunoaște (1981). Absența din acest film a partenerului obișnuit al lui Hill, Bud Spencer, se datorează faptului că el juca în același timp, alături de Jack Palance, într-un alt western spaghetti, Se rezolvă... amigo (Si può fare... amigo), regizat de Maurizio Lucidi.

### Filmări

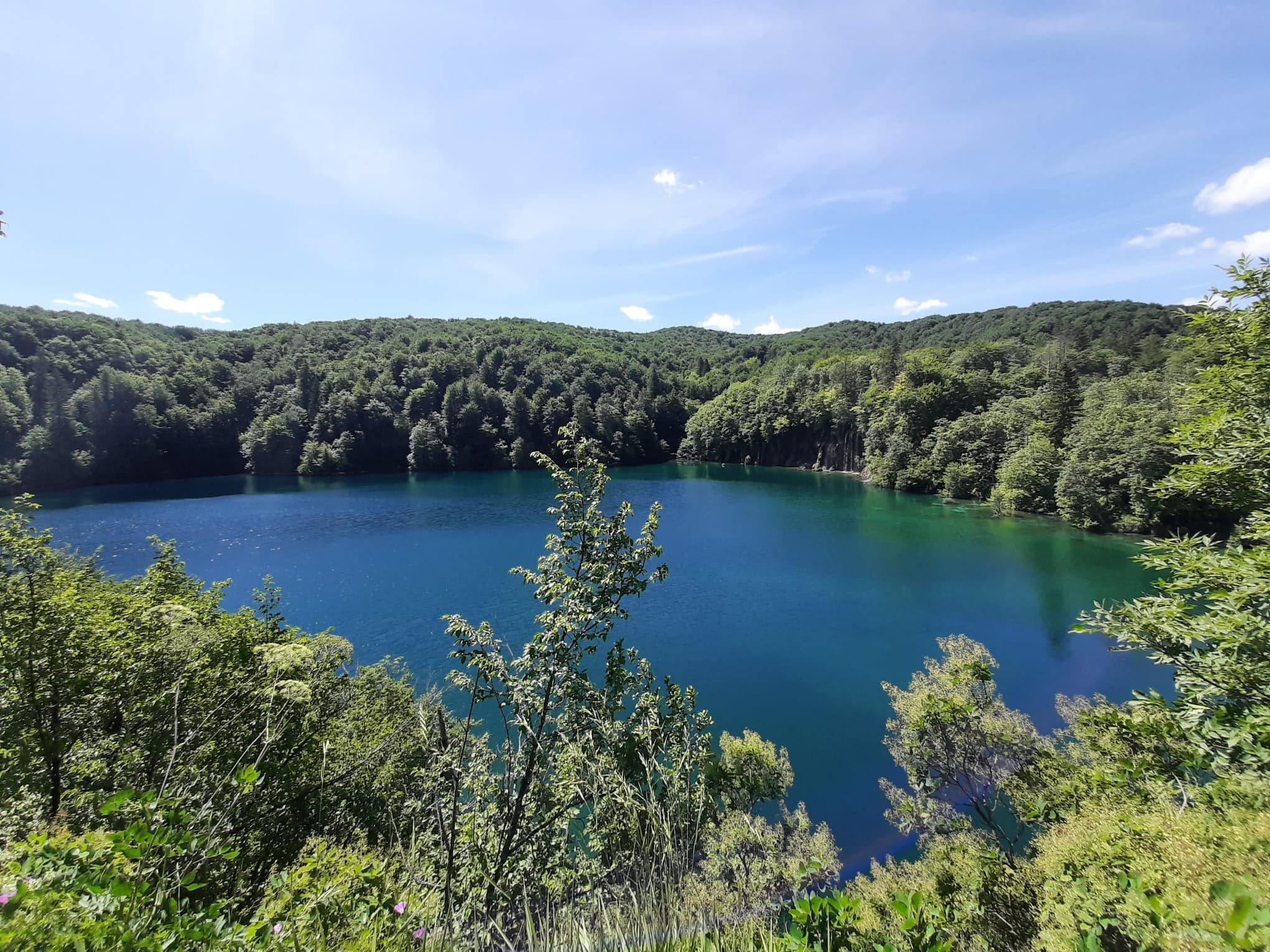
Imagine din Parcul Național Lacurile Plitvice

Filmările au avut loc în perioada martie–iunie 1972 în zona montană a Iugoslaviei, care oferea un peisaj mai viu decât deșertul stâncos din zona Almería (Spania), unde erau filmate majoritatea westernurilor spaghetti. La realizarea filmului a mai colaborat pe partea tehnică studioul iugoslav Jadran Film din Zagreb. Platoul de filmare a fost amenajat în Parcul Național Lacurile Plitvice (care se află astăzi pe teritoriul Croației), unde au fost filmate în anii 1960 adaptările cinematografice germane după romanele cu Winnetou ale lui Karl May. Cabana „Englezului” a fost construită pe un mal înalt aflat deasupra lacului Ciginovac. Pentru a conferi o mai mare autenticitate acestui western spaghetti, Barboni a folosit unele cadre și imagini filmate în zona râului Rio Grande din sudul Statelor Unite ale Americii. Călătoria cu trenul de la începutul filmului a fost filmată pe teritoriul statului american Colorado, fiind folosită în acest scop o locomotivă „Denver and Rio Grande Western Narrow-Gauge 2-8-2 No.478” care circula pe calea ferată Denver and Rio Grande Western Railroad. Alte secvențe au fost filmate în Cava della Magliana de la marginea vestică a Romei, în zona fortificată Batteria Porta Furba din Roma (secvențele petrecute la închisoarea din Yuma) și în rezervația naturală regională Tor Caldara din zona comunei Anzio (secvența din finalul filmului când bandiții ajung pe malul Oceanului Pacific).
Cadrele filmului au fost filmate în procedeul Tehnicolor (2,35:1), sub coordonarea directorului de imagine Aldo Giordani. Bătăile din film au fost coordonate de cascadorul Giorgio Ubaldi, care a conferit contactelor fizice aspectul unor mișcări de dans; fiecare bătaie a fost filmată pe parcursul a aproximativ 10 zile și are un aspect neortodox din moment ce Riccardo Pizzuti zâmbește și râde în timp ce este lovit drept în față. Au fost folosiți numeroși cascadori în cursul filmării acestor scene, printre care Salvatore Borghese, Roberto Alessandri, Bruno Ariè, Giancarlo Bastianoni, Omero Capanna, Giovanni Cianfriglia, Franco Daddi, Paolo Figlia, Emilio Messina, Osiride Pevarello, Renzo Pevarello, Pietro Torrisi, Franco Ukmar și Marcello Verziera, care au colaborat adesea la filmele cu Terence Hill. Decorurile au fost proiectate de Stefano Bulgarelli, iar muzica a fost compusă de frații Guido și Maurizio De Angelis și conține accente folk din creațiile formației britanice Jethro Tull. Melodiile „Don’t Lose Control” și „Jesus Come to My Heart”, cântate în film, sunt interpretate de Gene Roman, respectiv I 4+4 di Nora Orlandi. Montajul peliculei a fost realizat de Eugenio Alabiso. Durata filmului este de 125 de minute.

## Lansare

### Premieră
Un gentleman în Vestul Sălbatic a fost lansat în Italia pe 9 septembrie 1972 la Milano și a avut parte, la fel ca și filmele anterioare cu Bud Spencer și Terence Hill, de un mare succes comercial, fiind vizionat de 7,343 milioane de spectatori. El s-a clasat pe locul 5 ca valoare a încasărilor în sezonul cinematografic 1972–1973, aducând venituri de 3,367 miliarde de lire italiene, un pic mai mult decât Mi se spune Trinity, dar aproximativ 55% din încasările filmului Tot Trinity mi se spune. Compania distribuitoare pe piața internă a fost United Artists Europa.

### Distribuția în alte țări
Filmul italian a fost distribuit apoi și în alte țări, printre care Germania de Vest (28 septembrie 1972; premieră TV pe 17 august 1986 la ZDF), Finlanda (11 mai 1973), Suedia (11 iulie 1973), Norvegia (23 iulie 1973), Franța (23 august 1973), Țările de Jos (23 august 1973), Argentina (20 septembrie 1973), Danemarca (8 octombrie 1973), Portugalia (14 martie 1974), Statele Unite ale Americii (1 mai 1974), Republica Democrată Germană (6 decembrie 1974), Republica Socialistă România (9 decembrie 1974), Ungaria (22 aprilie 1976; premieră TV pe 26 decembrie 1984 la MTV1), Spania (1 august 1981) ș.a. Premiera filmului în Statele Unite ale Americii, sub titlul Man of the East, a avut loc pe 1 mai 1974, dar compania United Artists a realizat o distribuție limitată în cinematografele americane. Printre țările în care filmul a avut un oarecare succes comercial se află Spania (2.089.897 spectatori), Franța (733.441 spectatori) și Finlanda (127.041 de spectatori, locul 14 în topul celor mai vizionate filme al anului 1973 în cinematografele finlandeze).
Premiera filmului în România a avut loc în ziua de 9 decembrie 1974, după ce fusese programată inițial în luna iulie; filmul, care a fost prezentat în presa română drept o „parodie a șabloanelor westernului” și în mod eronat ca o „producție a studiourilor americane” (ziarul România liberă a făcut totuși o notă discordantă și a consemnat că era o „coproducție italo-franceză”), a rulat în perioada următoare în unele cinematografe bucureștene precum Casa Filmului și Luceafărul (decembrie 1974), București (decembrie 1974), Favorit (decembrie 1974), Sala Palatului (decembrie 1974), Feroviar, Melodia și Modern (decembrie 1974), Excelsior, Gloria și Tomis (decembrie 1974 – ianuarie 1975), Buzești și Victoria (ianuarie 1975), Aurora și Volga (ianuarie 1975), Arta (ianuarie 1975), Dacia (ianuarie–februarie 1975), Lumina (februarie 1975), Floreasca (februarie 1975), Flacăra (februarie 1975), Pacea și Munca (februarie–martie 1975), Ferentari (martie 1975), Dacia și Popular (martie 1975), Moșilor (martie 1975) ș.a., dar și în unele cinematografe din alte orașe (de exemplu, la Târgu Mureș, Sibiu, Reșița, Iași, Sfântu Gheorghe, Vatra Dornei, Sighișoara, Suceava, Gura Humorului, Pașcani, Târgu Secuiesc, Reghin, Câmpulung Moldovenesc, Mediaș, Rădăuți, Timișoara, Lugoj, Miercurea Ciuc, Odorheiu Secuiesc, Craiova, Arad, Fălticeni, Galați ș.a.), inclusiv până în februarie 1997. Acest eveniment cinematografic a atras un interes sporit al publicului. Prima difuzare a filmului Un gentleman în Vestul Sălbatic în rețeaua de televiziune din România a fost realizată de Național TV în ziua de joi 19 februarie 2009; filmul a fost redifuzat ulterior de același post în zilele de marți 3 noiembrie 2009 și vineri 17 decembrie 2010, precum și de unele posturi străine de pe rețeaua de televiziune prin cablu (sub titlul Atenție, Vestul sălbatic! de postul unguresc RTL Klub în 5 februarie 2004 și sub titlul Atenție, Vestul Sălbatic de postul unguresc TV2 în 30 august 2004).

### Alte suporturi video
Compania Warner Home Video a lansat filmul pe casetă video VHS în anul 1984 în Germania, apoi în Italia în 1986 și din nou în Germania în 1991. O altă lansare pe casetă video a fost realizată de compania Intervideo în Ungaria în 1989. Prima lansare a filmului pe DVD a avut loc în Italia pe 22 ianuarie 2004 și a fost realizată de compania Mondo Home Entertainment, fiind urmată de lansări în Spania (14 iulie 2004, Suevia Films; 2005, Mercury), Țările de Jos (2004, Paradiso), din nou Italia (21 noiembrie 2007, Eagle Pictures), Danemarca (3 decembrie 2007, Another World), Ungaria (19 august 2008, Fantasy Film), Marea Britanie (8 septembrie 2008, Optimum Home Entertainment) și Germania (19 noiembrie 2008, Koch Films, într-o versiune dublată și subtitrată în limba germană și completată cu o galerie de imagini, un filmuleț documentar (35 min.) intitulat Profession: Acrobat – An afternoon with Ricardo Pizzuti și o analiză (14 min.) făcută de Antonio Bruschini).
Filmul a fost lansat apoi pe suport Blu-ray la 19 septembrie 2011 de către compania Soul Media în Danemarca, la 30 noiembrie 2011 în Australia, apoi în anul 2013 de compania Koch Media în Germania și de compania Fantasy Film în Ungaria.

## Recepție
Pornind de la asemănările tematice și stilistice cu Mi se spune Trinity (1970) și Tot Trinity mi se spune (1971), unii autori au inclus chiar Un gentleman în Vestul Sălbatic (1972) în seria Trinity, iar publicistul suedez Bert Fridlund (autorul cărții The Spaghetti Western: A Thematic Analysis, 2006) a susținut că noul western spaghetti al lui Enzo Barboni este, de fapt, „un film Trinity fără Bambino”. Criticii de film au constatat că Un gentleman în Vestul Sălbatic, deși amuzant într-o oarecare măsură ca parodie western, este inferior artistic celor două filme din seria Trinity. Astfel, în opinia lui Thomas Weisser, acest film este „o excesiv de lungă (125 de minute), dar totuși sărăcăcioasă, harababură incoerentă”, care are o singură glumă lungită pe parcursul a peste două ore, ceea ce face ca vizionarea filmului să fie „un test de răbdare istovitor”. Actorul principal, Terence Hill, nu-și înțelege personajul, scrie același critic, iar, din acest motiv, nu reușește să redea convingător caracterul rigid al personalității sale, în timp ce, potrivit lui Bert Fridlund, Gregory Walcott „ocupă locul celui puternic, dar are o mimică nememorabilă și un volum mai mic [decât Bud Spencer – n.n.]”. Ca o concluzie, istoricul de film american Michael R. Pitts a descris acest film în lucrarea Western Movies: A Guide to 5,105 Feature Films (2013) drept un „western italian prea lung, dar oarecum amuzant”.
Cu toate acestea, alți critici au manifestat o mai mare îngăduință, subliniind că filmul este amuzant, iar vizionarea sa este plăcută. Criticul site-ului mondo-esoterico.net considera că Un gentleman în Vestul Sălbatic este „o poveste western clasică despre un intrus care sosește și își face dușmani”, cu scene care „au un anumit șarm plăcut”. Acțiunea filmului variază, potrivit aceluiași critic, fiind uneori amuzantă și alteori aproape suprarealistă. Prin prezentarea a numeroase bătăi epice fără urmări violente (cadavre sau sânge), susținea Leonardo Autera într-o cronică publicată pe 10 septembrie 1972 în ziarul Corriere della Sera, cineastul Enzo Barboni ar fi demitologizat westernurile. Jurnalista română Adina Darian consemna în aceeași perioadă că „Vestul este sălbatic, firește, nu atît prin decorul său, cît prin morala sa dură și elementară” și că „toate tipurile și trucurile clasicului western sînt prezente pentru a fi parodiate” și descria coproducția italo-franceză drept „o parodie mai degrabă curtenitoare decît incisivă, dar plină de vervă”. Lansat la aproape un deceniu după Pentru un pumn de dolari (1964) al lui Sergio Leone, coproducția italo-franceză a lui Enzo Barboni se deosebește puternic de westernurile spaghetti violente și cinice și nu conține deloc aspectele „dezolante și apocaliptice” ale filmelor Keoma (1976) al lui Enzo G. Castellari sau California (1977) al lui Michele Lupo, ci sondează profund rădăcinile satirice ale acestui gen cinematografic și transmite în același timp o senzație de melancolie față de vremurile de glorie ale westernului în stil italian. În plus, Terence Hill a dovedit în acest film, potrivit criticului și istoricului de film italian Roberto Curti, că „putea interpreta un personaj mai profund, mai puțin înclinat către excese parodice”.
O parte a presei germane a publicat opinii chiar foarte elogioase. Astfel, revista Cinema⁠(de)[traduceți] din Hamburg a acordat ratingul maxim (nota 5) acestui film, descriindu-l ca o „parodie a naibii de amuzantă”, în timp ce criticul ziarului Süddeutsche Zeitung din München a scris că „rareori un film a fost jucat într-un mod mai inteligent, mai revelator și în același timp mai tandru cu tiparele de bază ale genului. Barboni a reușit să facă un film de o veselie reținută, de un calm încântător și de o frumusețe tulburătoare”. În plus, potrivit regizorului și criticului de film german Wolf-Eckart Bühler, Enzo Barboni „dovedește, de asemenea, cu noul său western [...], cel puțin pe alocuri, o inteligență cinematografică pe care nu te mai așteptai de mult să o vezi la un regizor de western spaghetti”. Recenziile unor critici români au evidențiat, de asemenea, umorul spumos al coproducției italo-franceze, dar au fost mai puțin indulgente cu privire la calitățile sale artistice: astfel, N.I. Popa includea acest film în categoria comediilor estivale, alături de westernul spaghetti italian Cel alb, cel galben, cel negru (1974), dar considera că parodia western americană Texas dincolo de râu (1966), cu Dean Martin și Alain Delon, era superioară celor două filme italiene „prin nervul acțiunii și calitatea gagurilor”, în timp ce Dan Bucur scria că westernul spaghetti al lui Barboni conține „momente de bună comedie” și este „deconectant”, dar se situează din punct de vedere al valorii artistice „la limita ce separă meșteșugul de profesionalitate”, adică „între cuprinzătoarele acolade ale mediocrității”.
Publicistul german Christian Heger susține că Enzo Barboni „a modificat semnificativ conceptul umoristic de western”, prin introducerea unor aluzii parodice „mult mai subtile” cu privire la tradițiile vechi ale Vestului Sălbatic ca urmare a existenței unei tematici diferite (căutarea locului în societate a unui tânăr provenit dintr-un alt mediu, spre deosebire de rivalitatea dintre frați) și a absenței personajului schematic interpretat de Bud Spencer și, astfel, a lipsei elementelor burlești provocate de interacțiunea scenică dintre cei doi prieteni nepotriviți. Potrivit lui Heger, cineastul introduce o viziune neîncrezătoare a celor trei bandiți (personaje tipice Vestului Sălbatic) față de progresul tehnico-științific al epocii, dar această neîncredere se micșorează tot mai mult prin interacțiunea cu tânărul educat și cedează locul unei solidarități între generații și medii sociale atunci când bandiții decid să ajute cuplul de îndrăgostiți (așa cum fac și personajele titulare ale filmului 3 Bad Men (1926) al lui John Ford), obținând ulterior „șansa unui nou început”.
Enciclopedia cinematografică germană Lexikon des internationalen Films descrie astfel acest film: „Fiul unui lord englez ruinat devine membru al unui cvartet de escroci ca succesor al tatălui său. Parodie western în mare parte plăcută, al cărei nivel de divertisment este oarecum afectat de lungirea unor scene și de dialogul grosolan”.